# Enoticumab
L'enoticumab (REGN421 secondo la Denominazione Comune Internazionale) è un anticorpo monoclonale che, legandosi alla molecola DLL4 (ligando di alcuni recettori fondamentali per la via Notch della segnalazione cellulare), agisce da immunomodulatore, in particolare in ambito tumorale.